# Mykola Azarov
Mykola Janovyč Azarov (ukrajinsky Микола Янович Азаров, rodným jménem rusky Nikolaj Janovič Pachlo – Николай Янович Пахло) (* 17. prosince 1947 Kaluga, SSSR) je ukrajinský politik. V letech 2010 až 2014 působil jako předseda vlády Ukrajiny, v letech 2004 a 2005 v této funkci působil jako zastupující předseda. Po vítězství Viktora Janukovyče v prezidentských volbách ho v březnu 2010 nahradil ve funkci předsedy Strany regionů.

## Život
Azarov se narodil Kaluze v tehdejší RSFSR v SSSR (dnešní Rusko). Jeho otec byl Jan Robertovič Pachlo, matka Jekatěrina Azarovová, rozená Kvasnikovová. Vystudoval Moskevskou státní univerzitu, kde získal doktorát v geologii a mineralogii. V roce 1984 se přestěhoval do Doněcku.

## Politika

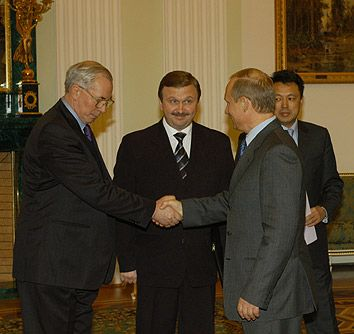
Zleva doprava: Mykola Azarov, tehdejší předseda vlády Běloruska Andrej Kobjakov, tehdejší prezident Ruska Vladimir Putin a tehdejší předseda vlády Kazachstánu Sauat Mynbajev (2003).

Azarov působil v letech 1995–1997 jako předseda rozpočtové komise ukrajinského parlamentu (Verchovna Rada). Byl dlouhodobým předsedou státní daňové administrativy (1996–2002). Společně se zesnulým ministrem Georgijem Kiprou udržoval Azarov velmi blízké styky s tehdejším prezidentem Leonidem Kučmou.
Jeho způsoby vedení úřadu byly přirovnávány spíše k technokratickým, než k politickým. V listopadu 2002 byl jmenován 1. místopředsedou vlády a ministrem financí, v době, kdy se vlády ujal kabinet Viktora Janukovyče. Během jeho působení došlo k realizaci ekonomických reforem ve sféře fiskální, daňové, důchodové a regulační. Meziroční růst HDP dosáhl pod jeho vedením v roce 2003 9,6 %, v roce 2004 12,1 % a 2,7% v roce 2005. Současně s tím rostly i kapitálové investice (31,3 % v roce 2003, 28,0 % v roce 2004 a 1,9 % v roce 2005).
Azarov působil dvakrát ve funkci úřadujícího (zastupujícího) předsedy vlády, poprvé v období 7. až 28. prosince 2004. Funkce se ujal poté, co byl tehdejší předseda vlády Janukovyč dočasně postaven mimo úřad prezidentem Kučmou v období tzv. Oranžové revoluce, tehdejší politické krize, která následovala prezidentské volby. Janukovyč se ve volbách ucházel o prezidentské křeslo, zvolen do funkce však po konečných výsledcích nebyl.
Janukovyč se pokoušel navrátit zpět do své bývalé funkce předsedy vlády, nebyl však schopen v úřadu pokračovat a 31. prosince 2004 podal demisi. Vláda byla rozpuštěna 5. ledna 2005 a Azarov byl opět jmenován úřadujícím předsedou vlády. Krátce po inauguraci nového prezidenta Viktora Juščenka 23. ledna 2005 byl Azarov z této pozice 25. ledna odvolán a ve funkci nahrazen Julijí Tymošenkovou.
Azarov zůstal silným spojencem Janukovyče a působil nadále jako poslanec za jeho Stranu regionů. Poté, co se 4. srpna 2006 stal Janukovyč opět předsedou vlády, byl Azarov opět nominován do funkce 1. místopředsedy a ministra financí. Po odstoupení Janukovyče z funkce předsedy vlády 18. prosince 2007 přestal i Azarov v těchto funkcích působit.
Po prezidentských volbách v roce 2010 navrhl Janukovyč již jako prezident země tři možné kandidáty na post předsedy vlády: Serhije Tihipka, Arsenije Jaceňuka (za stranu Naše Ukrajina) a Mykolu Azarova. Parlament jmenoval Azarova předsedou vlády 11. března 2010.

## Předsedou vlády

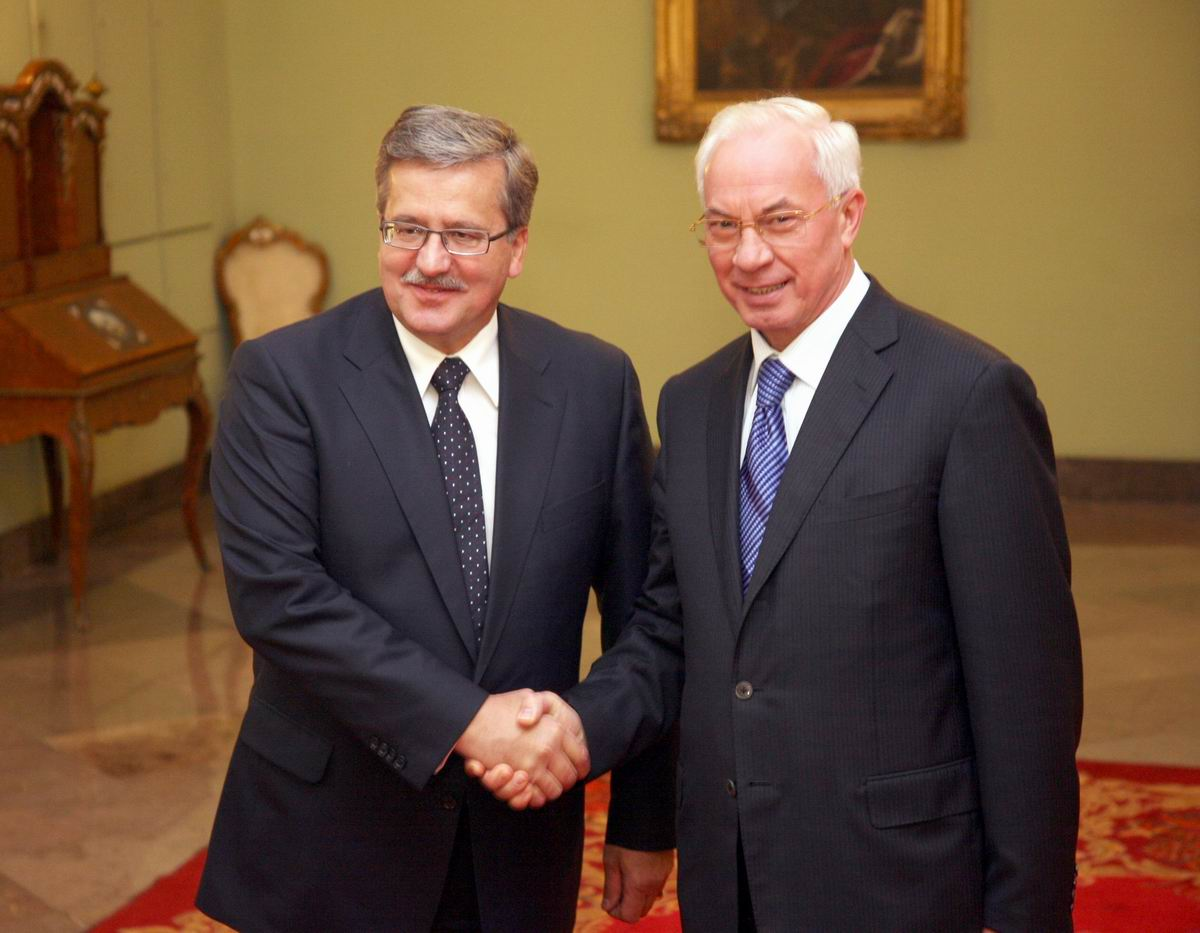
Azarov a Bronisław Komorowski

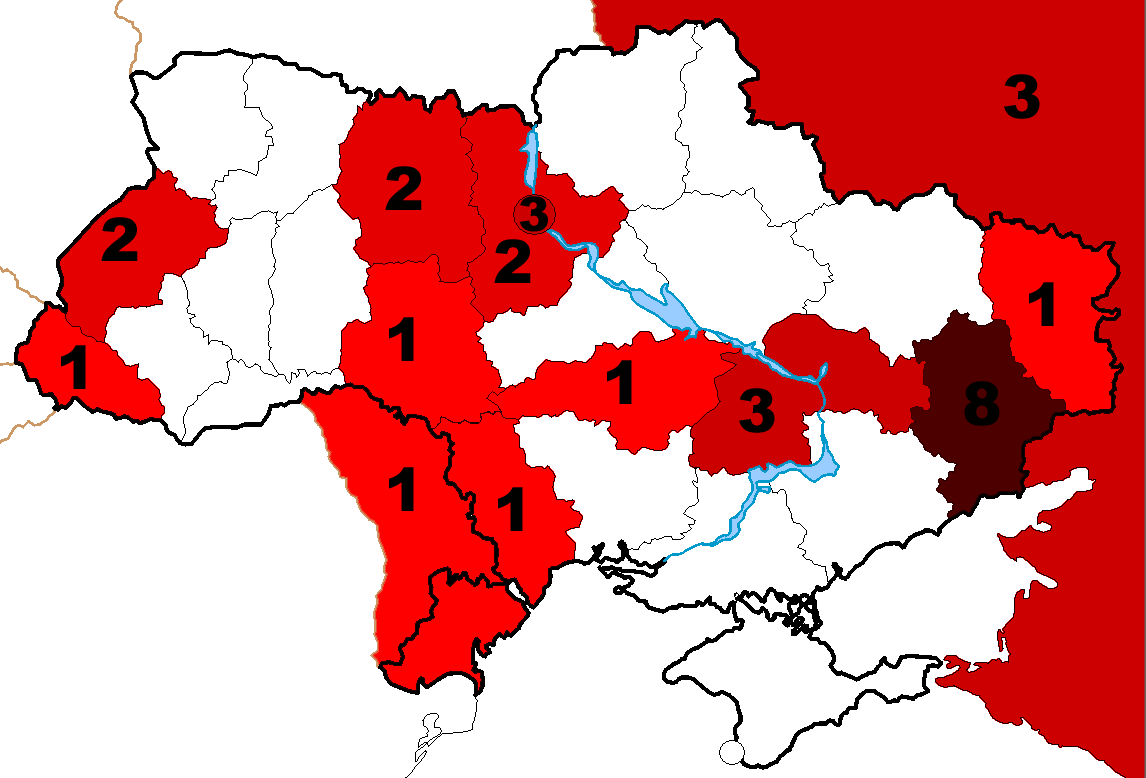
Mapa znázorňující oblasti Ukrajiny a země, odkud pocházejí jednotliví členové kabinetu Mykoly Azarova. (Nejvíce členů pochází z Doněcké oblasti, rodné oblasti Viktora Janukovyče.)

Azarov vykonával funkci předsedy vlády od 11. března 2010. Krátce po svém nástupu byl ve své funkci požehnán knězem z Kyjevskopečerské lávry. V jeho vládě byli zastoupeni převážně členové Strany regionů, dále zástupci Lytvynova bloku a strany Trudova Ukrajina.
Azarov neovládá plynně ukrajinštinu, nicméně své voliče v březnu 2010 ujistil, že jeho vláda ukrajinsky hovořit bude. 11. března ho britský deník The Guardian označil za nejvíce rusofilního politika tehdejši ukrajinské vlády. Ve stejném článku zároveň nejmenovaný ukrajinský činitel poznamenává, že „je extrémně nudný a antipopulistický“.
V březnu 2010 oznámil, že v jeho kabinetu není jediná žena, jelikož „reformy nespadají do ženské kompetence“, zároveň však zmínil, že ženy vysoce respektuje. Po kritice od domácích i zahraničních političek své tvrzení obhajoval tím, že by žádné ženě, obzvláště pokud má děti, nepřál pracovat více než 15 hodin denně, což je pracovní doba ukrajinských ministrů. Ukrajinská hnutí za ženská práva požadují soudní proces.
Kvůli protestujícím na tzv. Euromajdanu nabídl dne 28. ledna 2014 prezidentu Janukovyčovi demisi a ten ji přijal. Splnil tak jeden z klíčových požadavků demonstrantů. V čele vlády jej dočasně nahradil dosavadní vicepremiér Serhij Arbuzov. Azarov zastával vůči demonstrantům rázný postoj, označil je za teroristy a obvinil je z pokusu o státní převrat.